# Cornelis Ploos van Amstel

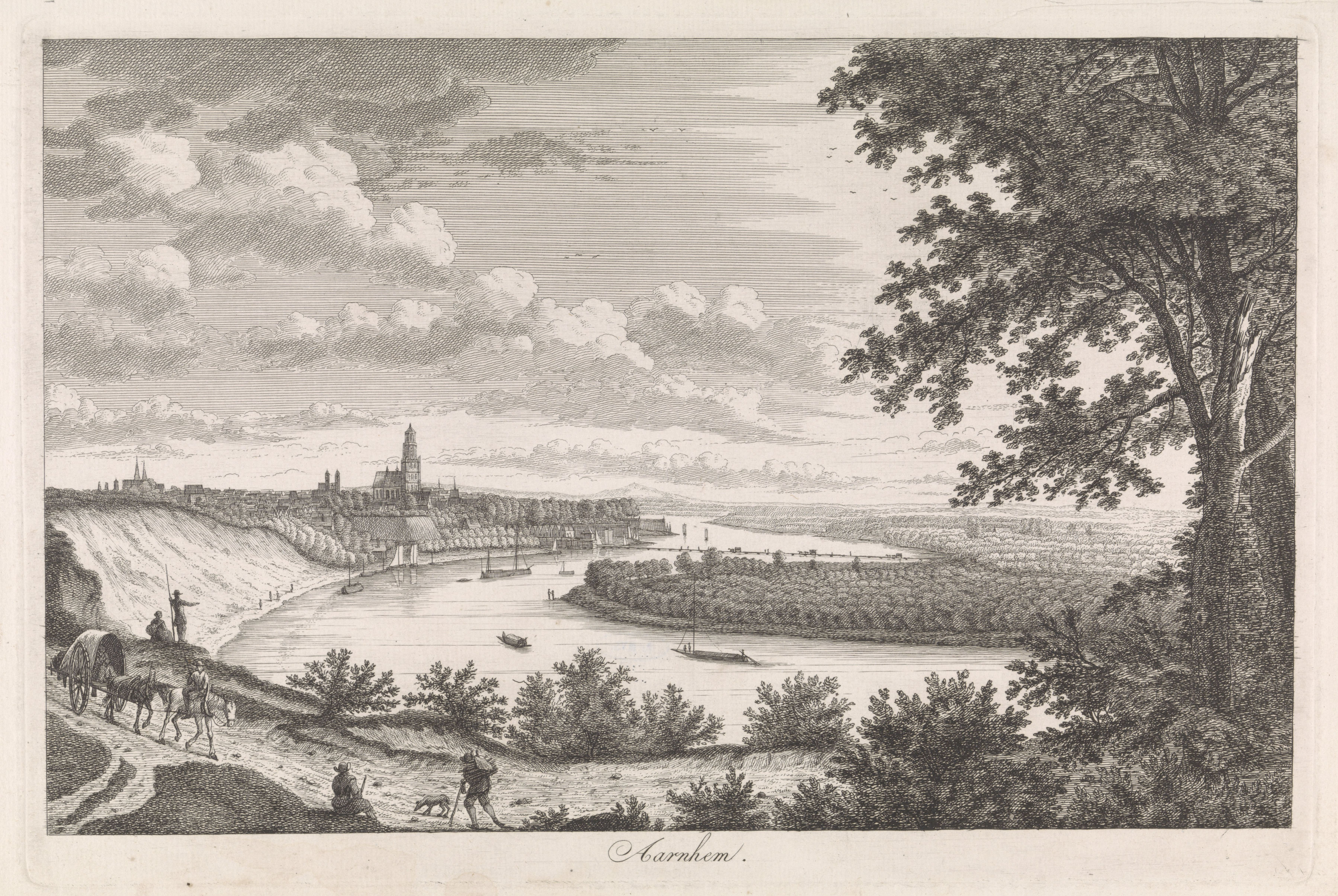
Vista del Rin cerca de Arnhem (1767)

Cornelis Jacobsz. Ploos van Amstel (Weesp, 4 de enero de 1726–Ámsterdam, 20 de diciembre de 1798) fue un pintor y grabador neerlandés. 

## Biografía
Se formó con G. Warrenberg y Norbert van Bloemen. Se dedicó sobre todo a la reproducción de obras de Nicolaes Berchem, Adriaen van de Velde y Adriaen Brouwer. La mayor parte de su producción se conserva en los museos de Essen, Bruselas y Ámsterdam.